# أرنب شائك
أرنب شائك (الإسم العلمي:Caprolagus hispidus)، هو نوع من الثدييات يتبع فصيلة الأرانب ضمن رتبة الأرنبيات. وهو الوحيد في جنسه.